# 플라스틱 브릿

영국의 국기

플라스틱 브릿(영어: Plastic Brit) 혹은 플라스틱 브리튼(영어: Plastic Briton)은 다른 나라와 더 가까운 관련이 있음에도 불구하고 국제 스포츠 대회에서 영국을 대표하기로 선택한 선수들을 묘사할 때 사용되는 경멸하는 조의 용어이다. 몇몇 언론의 비평가들을 이 플라스틱 브릿이 메달 수상을 목적으로 하는 국제 스포츠의 목적을 훼손한다고 생각하고 있다.

## 역사와 사용
"플라스틱 브릿"이란 용어는 아일랜드에서 거주하지 않았거나, 세대가 거듭되면서 아일랜드 태생의 조상과 멀어졌지만 자신을 아일랜드인이라고 주장하는 사람들을 묘사하는 단어인 플라스틱 패디(Plastic Paddy)에서 유래되었다. 이 개념은 2012년 하계 올림픽이 준비되는 기간에서부터 영국 미디어의 관심을 받기 시작했으며, 이후에는 비올림픽 종목의 영국 스포츠 팀의 외국인 멤버를 묘사하는 데에도 사용되었다. 그러면서 사람들이 점차 잉글랜드의 크리켓 팀에 외국인 선수가 너무 많다는 것을 인식하게 되었고, 이에 잉글랜드 웨일스 크리켓 연맹은 앞으로 외국인 선수가 잉글랜드에서 뛰기 위해서는 약 7년의 거주 기간을 가져야 한다고 언급하기도 하였다.
플라스틱 브릿은 런던에서 개최되었던 2012년 하계 올림픽에서 외국에서 태어난 영국 국가대표들을 묘사하기 위해 데일리 메일에서 사용하면서 본격적으로 쓰이기 시작하며 대중화되었다. 원래는 남아프리카 공화국 태생의 달리기 선수인 졸라 버드가 로스앤젤레스에서 개최된 1984년 하계 올림픽에 영국 대표로 참가하기 위해 빨리 영국 시민권을 신청하게 되면서 사용되었다.
이 용어는 영국에서 태어나지 않고 영국 시민권을 부여받은 미로슬라우 드쿤(Myroslav Dykun)이나 야나 스타드닉(Yana Stadnik)과 같은 아마추어 레슬링 선수들을 묘사하기 위해 사용되었다. 2012년 올림픽에서 단 한 명의 레슬링 선수가 영국 국가대표로 출전하였는데, 우크라이나 출신은 올가 부트케비치(Olga Butkevych)였다. 또 2009년 아스널 FC의 스페인 출신 골키퍼인 마누엘 알무니아가 잉글랜드 축구 국가대표팀에서 뛸 때에도 사용되기도 하였다.